# Bardas Sklèros
Pour les articles homonymes, voir Bardas (homonymie).
Bardas Sklèros ou Sclerus (en grec : Βάρδας Σκλήρος), mort le 2 avril 991, est un usurpateur byzantin de 976 à 979 puis de 987 à 989, fils de Panthérios Sklèros, noble byzantin, et de Grégoria, descendante d'un frère de Basile Ier.

## Biographie
Sa sœur Marie Sklérina était mariée à Jean Ier Tzimiskès. À l'accession de Jean Ier en 969, il fut promu général en chef.
L'année suivante, les Russes, massés aux frontières de l'empire, passèrent le mont Hémus sous la conduite de leur prince Sviatoslav Ier. Alliés aux Bulgares, aux Hongrois et aux Petchenègues, les Russes ravagèrent les terres de l'empire byzantin jusqu'à la région d'Arcadiopolis. Sklèros massa ses troupes dans la ville d'Andrinople avec 12 000 hommes. Grâce à une tactique élaborée, Sklèros combattit les armées barbares une par une et les vainquit. Sur les 30 000 combattants barbares, près de 20 000 périrent alors que seulement un petit nombre de Byzantins tombèrent (une légende veut que seuls 25 soldats impériaux périrent). Tzimiskès porta ensuite la guerre en Bulgarie et en ravagea la capitale Veliki Preslav, occupée par les Russes de Sviatoslav depuis 969. Il restaure Boris II sur son trône et gagna de fait le soutien des Bulgares contre les Russes. Il assiégea ensuite les Russes à Silistria où Sviatoslav finit par se rendre et accepta de ne plus combattre les Byzantins. L’empereur Jean envoya alors de l’approvisionnement aux Russes qui mouraient de faim et renouvela leur traité commercial. La Bulgarie fut annexée à l’Empire et Boris II emmené à Constantinople en tant que prisonnier et le patriarcat bulgare fut supprimé.
Il combat également les Arabes, et écrase la révolte de Bardas Phokas en 971.
Mais, après la mort de Jean Ier (976), il est démis de ses fonctions à la tête des troupes d’Asie par l’eunuque Basile le parakimomène, le chambellan des deux jeunes empereurs Basile II et Constantin VIII.
Il se révolte et, suivi par son fils Romain, se fait proclamer empereur par son armée. Tous les mécontents d'Asie se rallient à lui et les Sarrasins lui fournissent hommes et argent. Le chambellan envoie contre lui tour à tour Pierre Phokas (le frère de Bardas), le patrice Jean et Léon le protovestiaros, mais tous sont battus, Pierre Phocas et Jean sont tués, Léon est fait prisonnier. Seule la flotte commandée par Théodore Carantinos obtient un succès face aux navires de Skléros. Le chambellan rappelle alors Bardas Phokas de son exil sur l’île de Chios et l'envoie combattre Sklèros.
Il est finalement battu en combat singulier lors d'une bataille en 979 par Bardas Phokas qui a reçu le concours de David, roi d'Ibérie, et est obligé de se replier chez les Arabes.
D'abord bien accueilli chez les Arabes, il est ensuite mis en résidence surveillée. Persuadant le calife de lui confier des prisonniers chrétiens pour lutter contre les Perses, il parvient à faire adoucir sa captivité ; ce qui lui permet de marcher sur l'Empire à la tête de 3 000 hommes. Basile II voulant évincer Phokas, Sklèros s'allie à ce dernier en 987. L'empereur légitime, Basile II, doit faire face aux deux révoltes de chaque Bardas qui se partagent l'empire. Une querelle éclate entre les deux usurpateurs. Tandis que Bardas Phokas est vaincu et tué par Basile II et Vladimir Ier, le grand-prince de Kiev, Bardas Skléros négocie la paix et se retire dans ses terres. Il meurt peu après.

## Sources
- Biographie universelle ancienne et moderne, t. III, p. 80, Louis-Gabriel Michaud Lire en ligne
- Cheynet, Jean-Claude. Les généraux byzantins face aux Bulgares au temps de Basile II et le destin de leurs familles, 2015